# Izaut-de-l'Hôtel
Izaut-de-l'Hôtel est une commune française située dans le sud-ouest du département de la Haute-Garonne, en région Occitanie. Sur le plan historique et culturel, la commune est dans le pays de Comminges, correspondant à l’ancien comté de Comminges, circonscription de la province de Gascogne située sur les départements actuels du Gers, de la Haute-Garonne, des Hautes-Pyrénées et de l'Ariège.
Exposée à un climat océanique altéré, elle est drainée par le Job et par divers autres petits cours d'eau. La commune possède un patrimoine naturel remarquable : un site Natura 2000 (les « chaînons calcaires du Piémont Commingeois ») et sept zones naturelles d'intérêt écologique, faunistique et floristique.
Izaut-de-l'Hôtel est une commune rurale qui compte 293 habitants en 2022, après avoir connu un pic de population de 931 habitants en 1836. Elle fait partie de l'aire d'attraction de Saint-Gaudens. Ses habitants sont appelés les Izautois ou  Izautoises.

## Géographie

### Localisation
La commune d'Izaut-de-l'Hôtel se trouve dans le département de la Haute-Garonne, en région Occitanie.
Elle se situe à 86 km à vol d'oiseau de Toulouse, préfecture du département, à 10 km de Saint-Gaudens, sous-préfecture, et à 28 km de Bagnères-de-Luchon, bureau centralisateur du canton de Bagnères-de-Luchon dont dépend la commune depuis 2015 pour les élections départementales.
La commune fait en outre partie du bassin de vie d'Aspet.
Les communes les plus proches sont : 
Arbon (1,9 km), Cabanac-Cazaux (2,2 km), Encausse-les-Thermes (3,7 km), Cazaunous (3,8 km), Aspet (3,8 km), Payssous (3,9 km), Soueich (4,0 km), Juzet-d'Izaut (4,3 km).
Sur le plan historique et culturel, Izaut-de-l'Hôtel fait partie du pays de Comminges, correspondant à l’ancien comté de Comminges, circonscription de la province de Gascogne située sur les départements actuels du Gers, de la Haute-Garonne, des Hautes-Pyrénées et de l'Ariège.
Izaut-de-l'Hôtel est limitrophe de huit autres communes.
Les communes limitrophes sont  Arbon, Aspet, Cabanac-Cazaux, Encausse-les-Thermes, Juzet-d'Izaut, Malvezie, Payssous et Sengouagnet.
| Payssous | Cabanac-Cazaux   | Encausse-les-Thermes (par un quadripoint) |
| Malvezie | Izaut-de-l'Hôtel | Aspet                                     |
| Arbon    | Juzet-d'Izaut    | Sengouagnet                               |

### Géologie et relief
La superficie de la commune est de 968 hectares ; son altitude varie de 397  à   800 mètres.

### Hydrographie

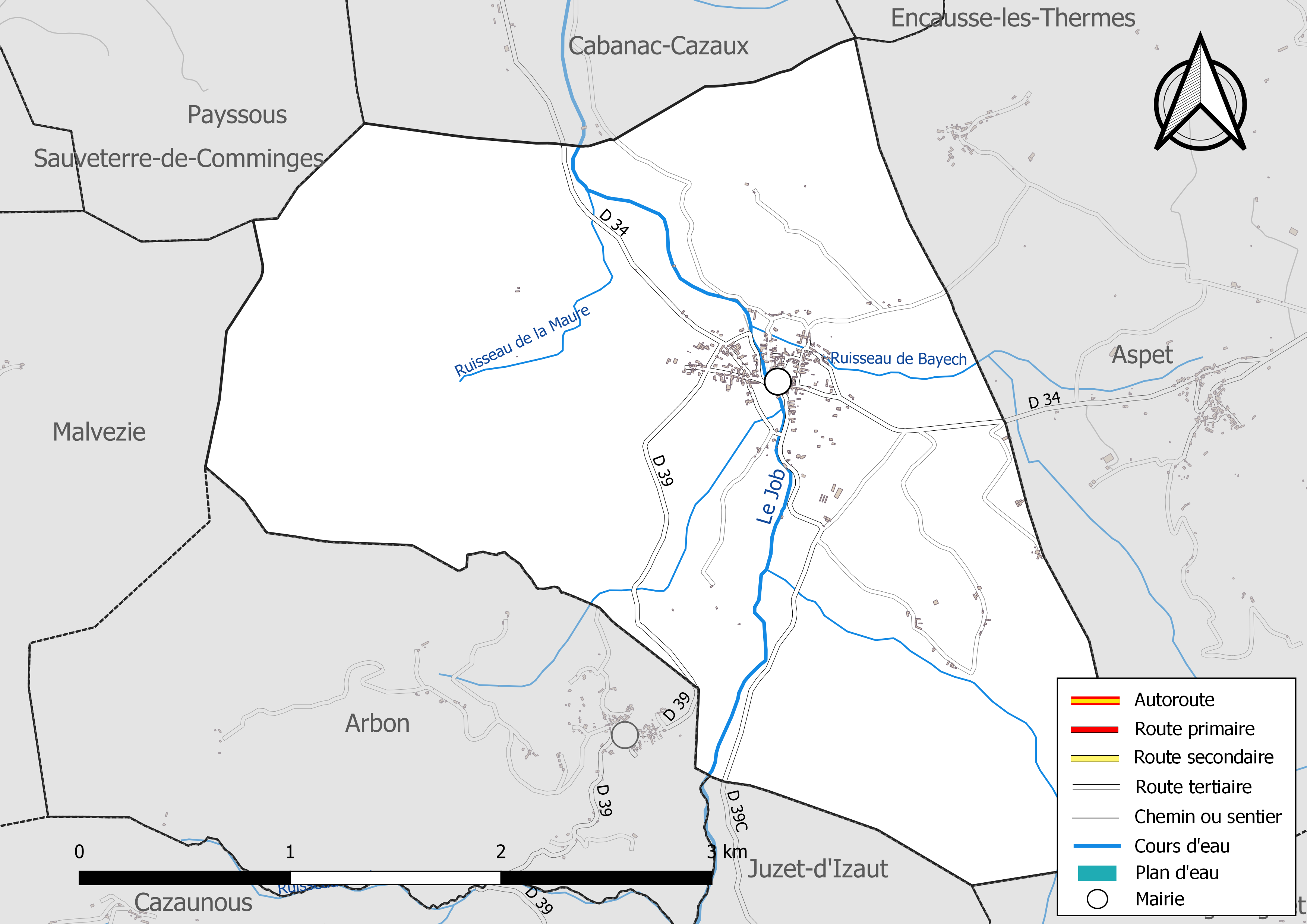
Réseaux hydrographique et routier d'Izaut-de-l'Hôtel.

La commune est dans le bassin de la Garonne, au sein du bassin hydrographique Adour-Garonne. Elle est drainée par le Job, le ruisseau de Bayech, le ruisseau de la Maure et par deux petits cours d'eau, constituant un réseau hydrographique de 10 km de longueur totale,.
Le Job, d'une longueur totale de 18,4 km, prend sa source dans la commune de Boutx et s'écoule vers le nord. Il traverse la commune et se jette dans le Ger à Lespiteau, après avoir traversé 10 communes.

### Climat
Pour des articles plus généraux, voir Climat de l'Occitanie et Climat de la Haute-Garonne.
En 2010, le climat de la commune est de type climat océanique altéré, selon une étude s'appuyant sur une série de données couvrant la période 1971-2000. En 2020, Météo-France publie une typologie des climats de la France métropolitaine dans laquelle la commune est exposée à un climat de montagne ou de marges de montagne et est dans la région climatique Pyrénées centrales, caractérisée par une pluviométrie annuelle de 1 000 à 1 200 mm.
Pour la période 1971-2000, la température annuelle moyenne est de 11,8 °C, avec une amplitude thermique annuelle de 14,8 °C. Le cumul annuel moyen de précipitations est de 1 032 mm, avec 9,2 jours de précipitations en janvier et 7 jours en juillet. Pour la période 1991-2020, la température moyenne annuelle observée sur la station météorologique la plus proche, située sur la commune de Clarac à 14 km à vol d'oiseau, est de 12,5 °C et le cumul annuel moyen de précipitations est de 804,9 mm,. Pour l'avenir, les paramètres climatiques de la commune estimés pour 2050 selon différents scénarios d'émission de gaz à effet de serre sont consultables sur un site dédié publié par Météo-France en novembre 2022.

### Milieux naturels et biodiversité

#### Réseau Natura 2000

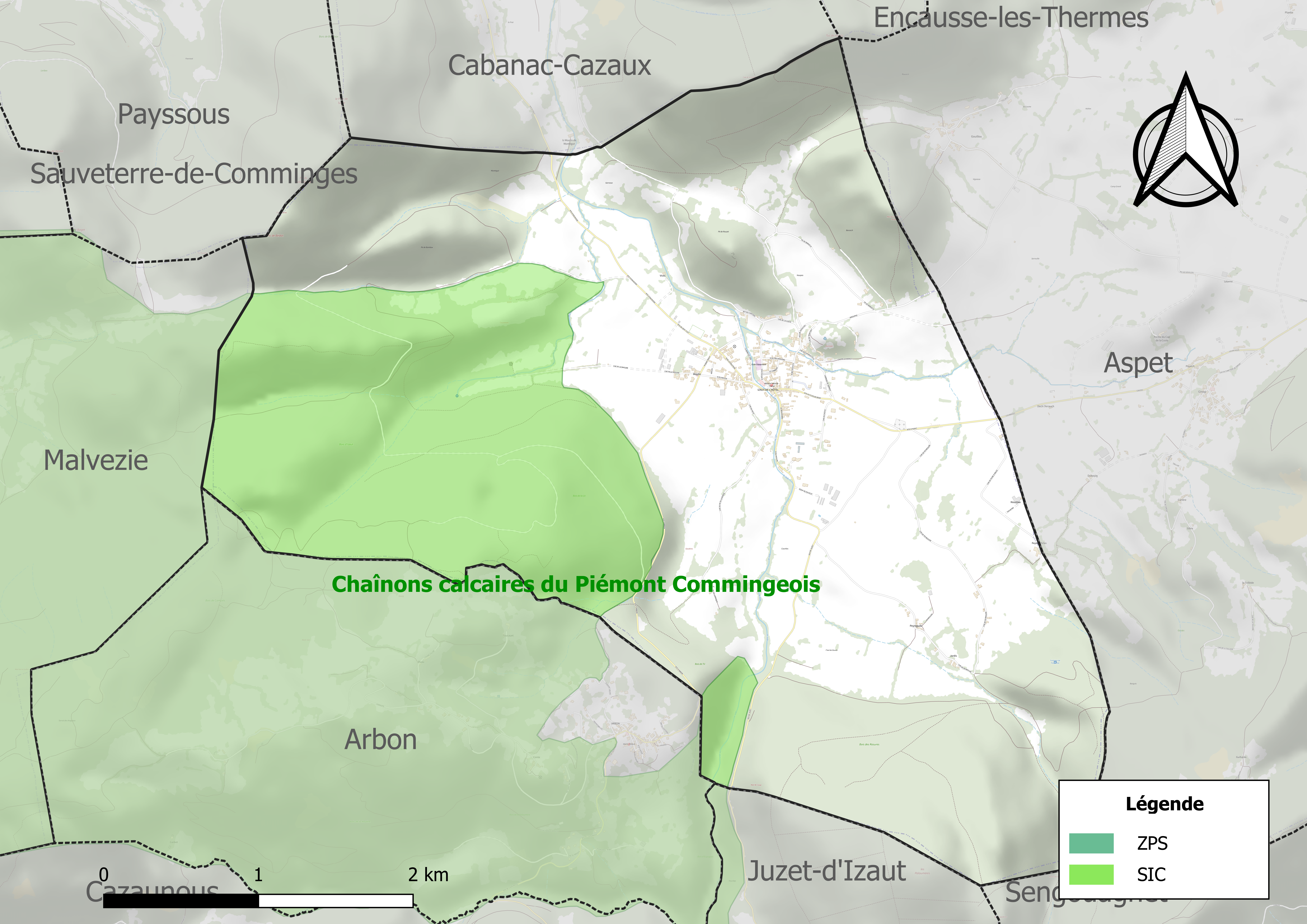
Site Natura 2000 sur le territoire communal.

Le réseau Natura 2000 est un réseau écologique européen de sites naturels d'intérêt écologique élaboré à partir des directives habitats et oiseaux, constitué de zones spéciales de conservation (ZSC) et de zones de protection spéciale (ZPS).
Un site Natura 2000 a été défini sur la commune au titre de la directive habitats : les « chaînons calcaires du Piémont Commingeois », d'une superficie de 6 198 ha, sont un site vallonné forestier et bocager du piémont pyrénéen.

#### Zones naturelles d'intérêt écologique, faunistique et floristique

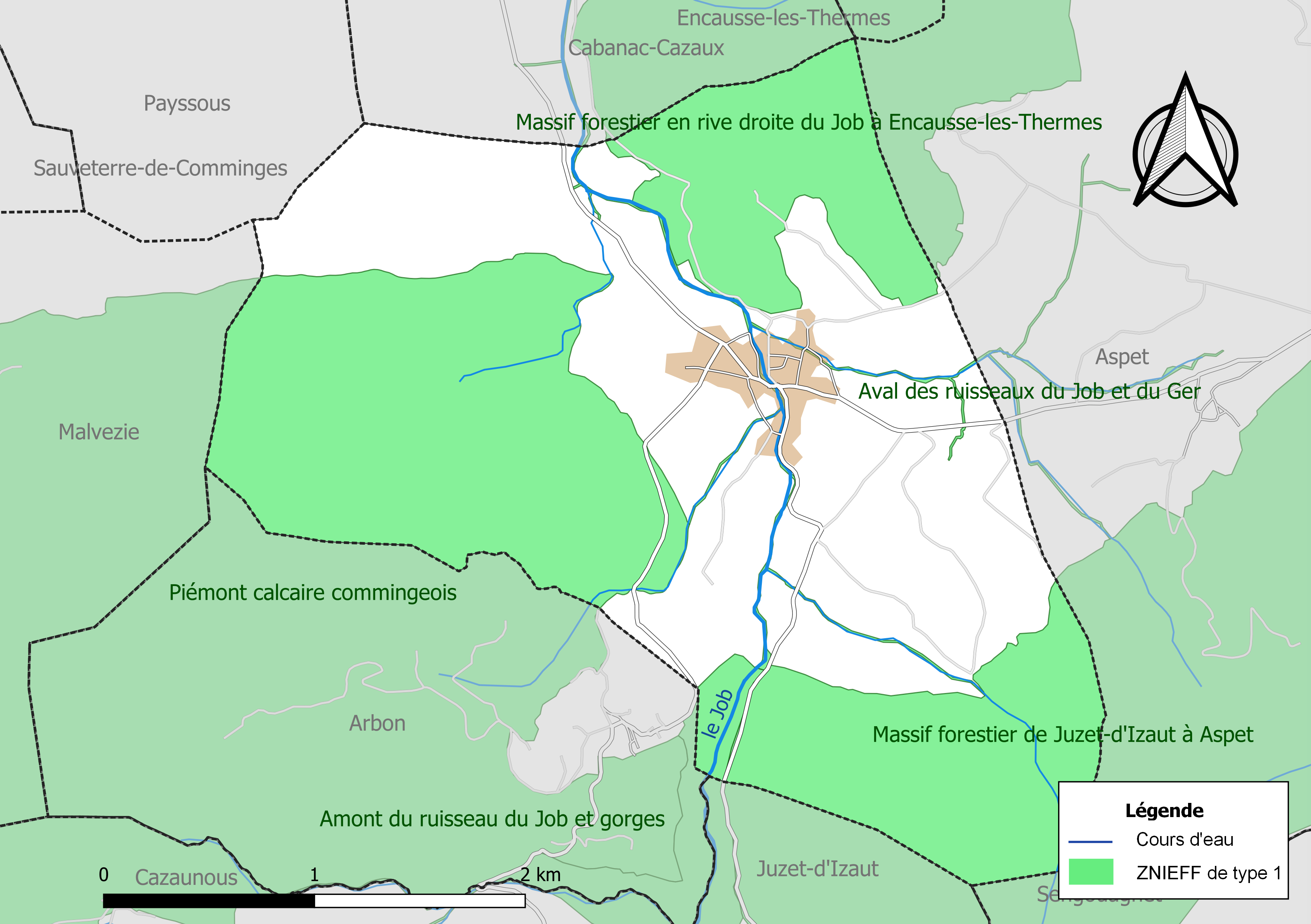
Carte des ZNIEFF de type 1 localisées sur la commune.

L’inventaire des zones naturelles d'intérêt écologique, faunistique et floristique (ZNIEFF) a pour objectif de réaliser une couverture des zones les plus intéressantes sur le plan écologique, essentiellement dans la perspective d’améliorer la connaissance du patrimoine naturel national et de fournir aux différents décideurs un outil d’aide à la prise en compte de l’environnement dans l’aménagement du territoire.
Cinq ZNIEFF de type 1 sont recensées sur la commune :
- l'« Amont du ruisseau du Job et gorges » (178 ha), couvrant 6 communes du département[21] ;
- l'« aval  des ruisseaux du Job et du Ger » (102 ha), couvrant 8 communes du département[22] ;
- le « massifforestier de Juzet-d'Izaut à Aspet » (828 ha), couvrant 4 communes du département[23] ;
- le « massifforestier en rive droite du Job à Encausse-les-Thermes » (632 ha), couvrant 5 communes du département[24] ;
- le « piémont calcaire commingeois » (2 924 ha), couvrant 11 communes du département[25] ;

et deux ZNIEFF de type 2, : 
- l'« ensemble du massif de Gar-Cagire et bassin de Juzet-d'Izaut » (9 679 ha), couvrant 18 communes du département[26] ;
- le « piémont calcaire commingeois et bassin de Sauveterre » (8 553 ha), couvrant 26 communes du département[27].

## Urbanisme

### Typologie
Au 1er janvier 2024, Izaut-de-l'Hôtel est catégorisée commune rurale à habitat dispersé, selon la nouvelle grille communale de densité à sept niveaux définie par l'Insee en 2022.
Elle est située hors unité urbaine. Par ailleurs la commune fait partie de l'aire d'attraction de Saint-Gaudens, dont elle est une commune de la couronne,. Cette aire, qui regroupe 85 communes, est catégorisée dans les aires de moins de 50 000 habitants,.

### Occupation des sols
L'occupation des sols de la commune, telle qu'elle ressort de la base de données européenne d’occupation biophysique des sols Corine Land Cover (CLC), est marquée par l'importance des forêts et milieux semi-naturels (60,7 % en 2018), une proportion identique à celle de 1990 (60,7 %). La répartition détaillée en 2018 est la suivante : 
forêts (60,7 %), prairies (26,6 %), zones agricoles hétérogènes (10,1 %), zones urbanisées (2,6 %). L'évolution de l’occupation des sols de la commune et de ses infrastructures peut être observée sur les différentes représentations cartographiques du territoire : la carte de Cassini (XVIIIe siècle), la carte d'état-major (1820-1866) et les cartes ou photos aériennes de l'IGN pour la période actuelle (1950 à aujourd'hui).

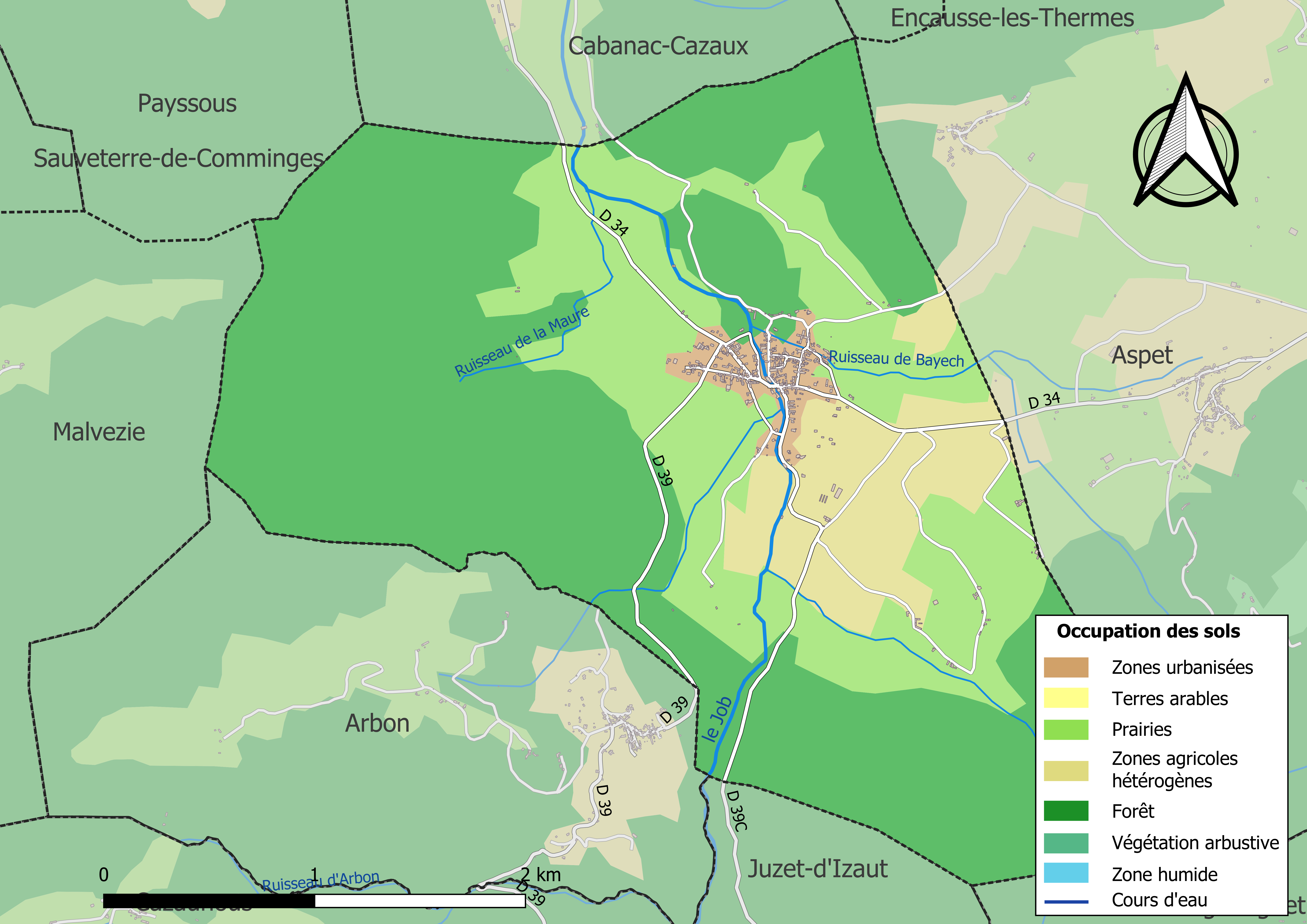
Carte des infrastructures et de l'occupation des sols de la commune en 2018 (CLC).

### Voies de communication et transports
Accès avec la ligne régulière de transport interurbain du réseau Arc-en-ciel (anciennement SEMVAT) ou en gare de Saint-Gaudens sur la ligne Toulouse - Bayonne.

### Risques majeurs
Le territoire de la commune d'Izaut-de-l'Hôtel est vulnérable à différents aléas naturels : météorologiques (tempête, orage, neige, grand froid, canicule ou sécheresse), inondations, feux de forêts et séisme (sismicité modérée). Un site publié par le BRGM permet d'évaluer simplement et rapidement les risques d'un bien localisé soit par son adresse soit par le numéro de sa parcelle.
Certaines parties du territoire communal sont susceptibles d’être affectées par le risque d’inondation par débordement de cours d'eau, notamment le Job. La commune a été reconnue en état de catastrophe naturelle au titre des dommages causés par les inondations et coulées de boue survenues en 1982, 1999 et 2009,.
Un plan départemental de protection des forêts contre les incendies a été approuvé par arrêté préfectoral du 25 septembre 2006. Izaut-de-l'Hôtel est exposée au risque de feu de forêt du fait de la présence sur son territoire des massifs des piémonts des Pyrénées et des Pyrénées. Il est ainsi défendu aux propriétaires de la commune et à leurs ayants droit de porter ou d’allumer du feu dans l'intérieur et à une distance de 200 mètres des bois, forêts, plantations, reboisements ainsi que des landes. L’écobuage est également interdit, ainsi que les feux de type méchouis et barbecues, à l’exception de ceux prévus dans des installations fixes (non situées sous couvert d'arbres) constituant une dépendance d'habitation,.

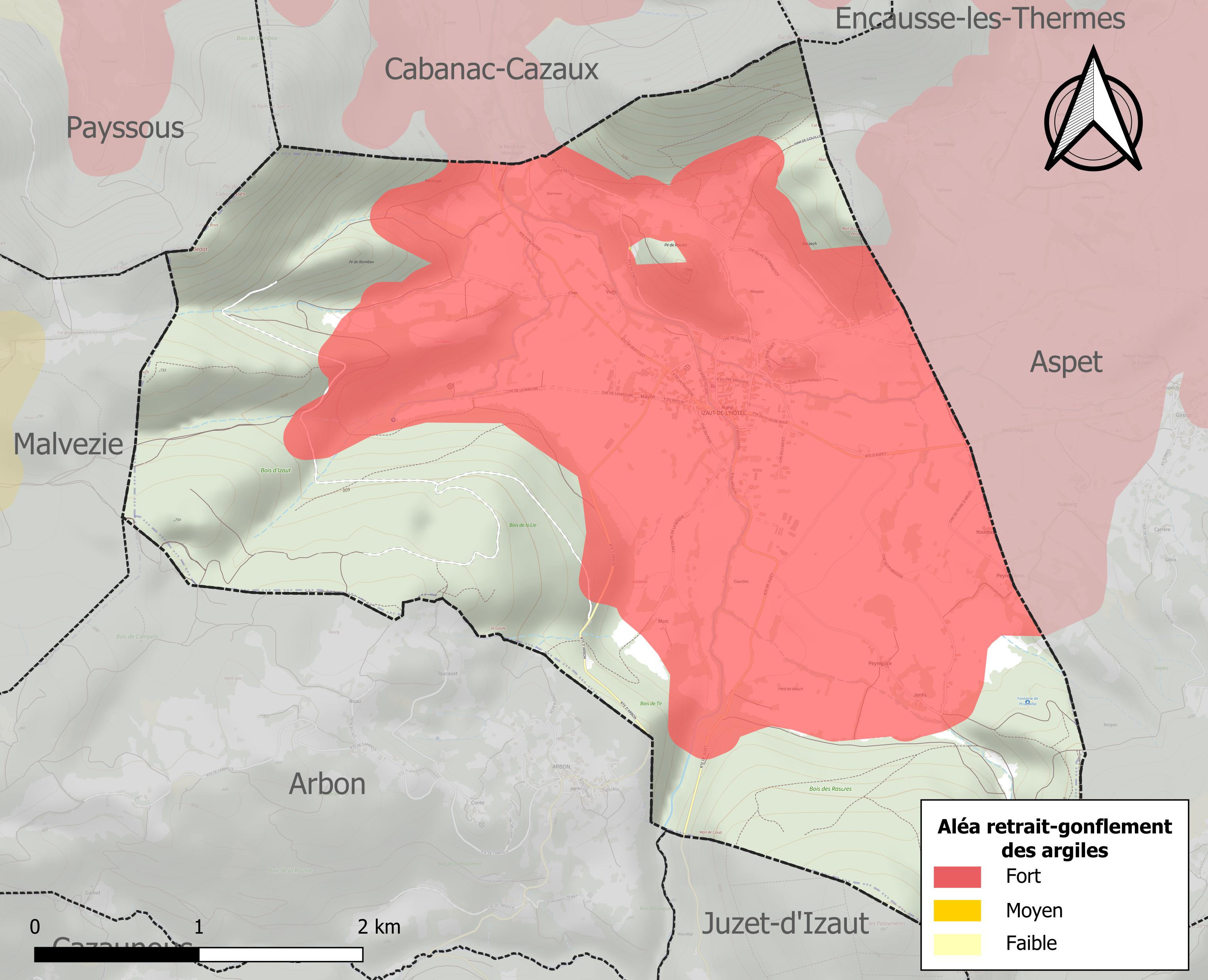
Carte des zones d'aléa retrait-gonflement des sols argileux d'Izaut-de-l'Hôtel.

Le retrait-gonflement des sols argileux est susceptible d'engendrer des dommages importants aux bâtiments en cas d’alternance de périodes de sécheresse et de pluie. 53,1 % de la superficie communale est en aléa moyen ou fort (88,8 % au niveau départemental et 48,5 % au niveau national). Sur les 183 bâtiments dénombrés sur la commune en 2019, 183 sont en aléa moyen ou fort, soit 100 %, à comparer aux 98 % au niveau départemental et 54 % au niveau national. Une cartographie de l'exposition du territoire national au retrait gonflement des sols argileux est disponible sur le site du BRGM,.
Par ailleurs, afin de mieux appréhender le risque d’affaissement de terrain, l'inventaire national des cavités souterraines permet de localiser celles situées sur la commune.
Concernant les mouvements de terrains, la commune a été reconnue en état de catastrophe naturelle au titre des dommages causés par la sécheresse en 1989 et par des mouvements de terrain en 1999.

## Toponymie
L’origine du mot Izaut de l’Hôtel demeure depuis fort longtemps l’un des sujets les plus controversés. Les quelques excellents ouvrages d’érudition qui ont abordé le problème, essentiellement dans les années trente, exposent des théories qui font encore référence, même si l’on doit en éluder certaines conclusions trop hâtives ou trop intéressées, comme l'origine très peu probable d'Isis, reine mythique et une déesse funéraire de l'Égypte antique.
L’attestation écrite d'Isaut la plus ancienne figure dans une copie (établie en 1566 par les agents du royaume de France) de la charte de coutume du village datée de 1250. Il y est fait mention « d’Isault ». Cette charte fut rédigée en occitan.
Du pays d’Ysaltès ou d’Isault, qui englobait dès le Moyen Âge toute la vallée du Cagire, il ne reste de nos jours comme traces remarquables, que les toponymes d’Izaut de l’Hôtel et de Juzet d’Izaut (Le nom de Juzet signifie étymologiquement d'après l'ancien occitan, "jus" ou "juseto" (situé) en bas), villages mitoyens et appartenant à une même vallée.
Entre 1250 et 1562, on ne trouve plus que des documents écrits en latin essentiellement au quatorzième siècle et appartenant au clergé, où il est question de « l’Archiprêtré d’Ysaltès » et de « la Châtellenie de Isaltesio ».
Ainsi, R. Lizop attribue l’origine du mot « Izaut » à la fossilisation d’une ancienne expression latine « in saltu ». Quelques sites archéologiques datant du second siècle après Jésus Christ affleurent encore autour de l’actuel village et témoignent ainsi d’une ancienne occupation. L’expression « in saltu », qui signifierait « le pays compris dans le saltus », c’est-à-dire dans le domaine impérial appartenant à une cité, s’opposerait au territoire situé dans la cité « in civitate ». Il faut ajouter que le Saltus, aurait évolué plus tardivement en « pays de Sault » ou « Ysaltès » (nombreuses occurrences relevées par Charles Higounet) et désignerait étymologiquement un pâturage boisé en montagne8, ce qui semble bien correspondre à la topographie de la région.
Quant à l’expression « de l’Hôtel », elle demeure encore à ce jour sibylline et les conclusions des ouvrages d’érudition précités sont assez imprécises. On a pu trouver l’expression « de l’Hôtel » sous la forme « de l’Autel ». Cette forme écrite est d’ailleurs attestée par les documents de la Mairie précités, entre 1655 et 1723.

## Histoire
Au moment des guerres de religion, est mentionné un Louis de La Mothe, qui se dit seigneur d'Izaut. Avec Géraud d'Encausse, seigneur de Save, il lève une troupe de 300 hommes pour voler au secours de Toulouse, assiégée par les Huguenots. Au XVIe siècle, on connaît aussi un Ogier de La Mothe. Selon la tradition, ils auraient possédé une vaste demeure au milieu du village actuel, encore aujourd'hui habitée.
Chronologie :
- Les premières traces de peuplement remontent au néolithique : haches et outillage en pierre, découverts au lieu-dit le « Peyré ».
- Habitat gallo-romain : sur le petit plateau, découvert en périphérie de village[41].
- Moyen Âge central (XIIIe siècle) : Izaut est chef-lieu d'une châtellenie au sein du comté de Comminges. Une charte de privilèges est octroyée aux habitants en 1250 par Bernard VI de Comminges[42].
- Aliénation de la seigneurie d'Izaut de 1402 à 1784 à la famille de Lamothe[43].
- Izaut entre avec le comté de Comminges dans le domaine royal en 1454.
- Ancien Régime : les archives municipales sont composées essentiellement des documents sur les procès des bois entre la communauté et les différents pouvoirs.
- L’église d’Izaut était le siège d’un archiprêtre qui englobait 20 paroisses en 1369 et 19 en 1640[44].

## Politique et administration

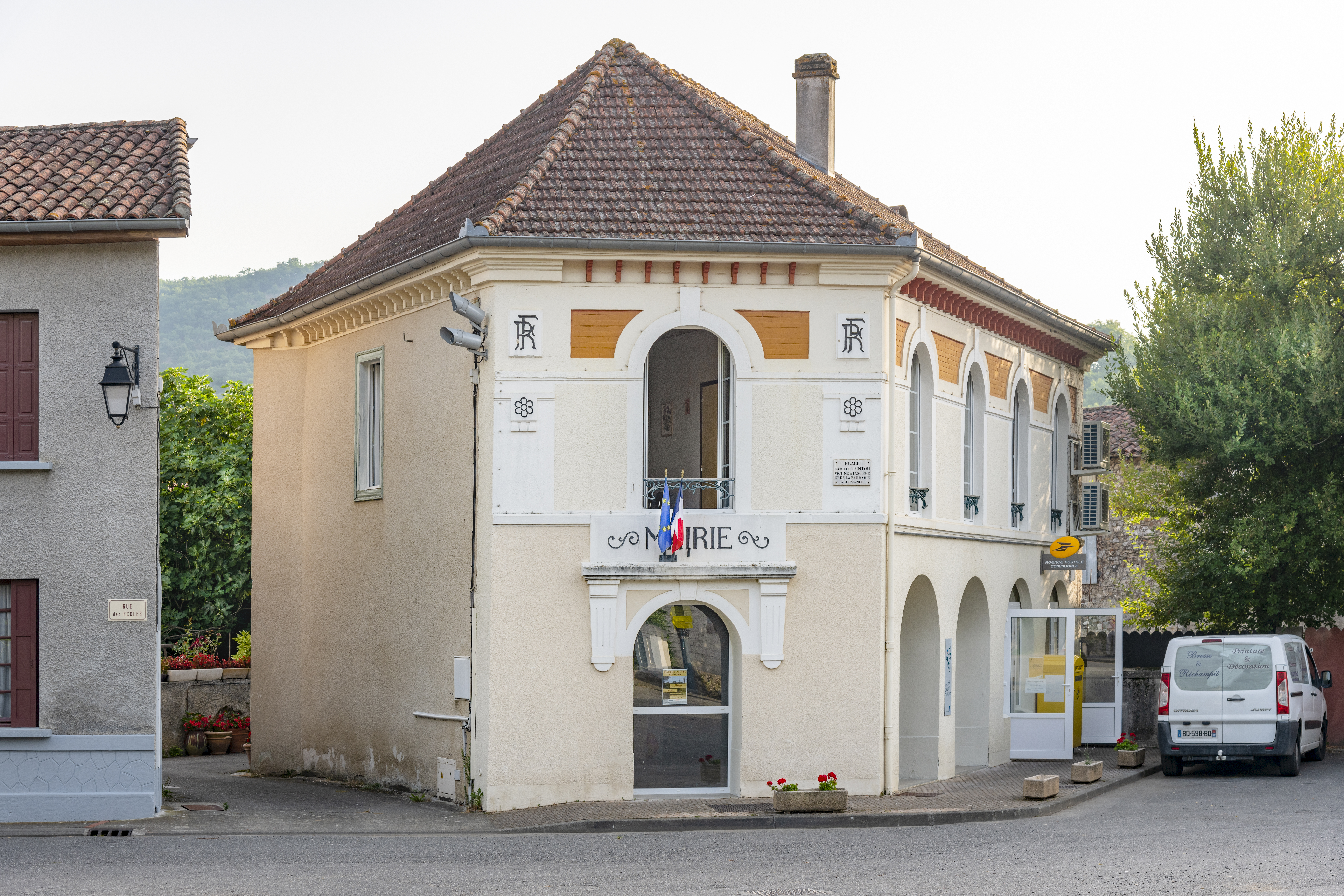
La mairie place Camille Tentou

### Administration municipale
Le nombre d'habitants au recensement de 2011 étant compris entre 100 et 499, le nombre de membres du conseil municipal pour l'élection de 2014 est de onze,.

### Rattachements administratifs et électoraux
Commune faisant partie de la huitième circonscription de la Haute-Garonne, de la communauté de communes Cagire-Garonne-Salat et du canton de Bagnères-de-Luchon (avant le redécoupage départemental de 2014, Izaut-de-l'Hôtel faisait partie de l'ex-canton d'Aspet).
Avant le 1er janvier 2017, elle faisait partie de la communauté de communes des Trois Vallées et du SIVOM de la région de Salies-du-Salat.

### Liste des maires
| Période                                  | Période  | Identité           | Étiquette        | Qualité     |
| ---------------------------------------- | -------- | ------------------ | ---------------- | ----------- |
| Les données manquantes sont à compléter. |          |                    |                  |             |
| mars 2001                                | 2008     | Georges Encausse   |                  |             |
| mars 2008                                | 2020     | François Moura     | Les Républicains | Retraité    |
| mai 2020                                 | En cours | Christophe Duffaut | Sans étiquette   | Agriculteur |

## Population et société

### Démographie
| 1793 | 1800 | 1806 | 1821 | 1831 | 1836 | 1841 | 1846 | 1851 |
| ---- | ---- | ---- | ---- | ---- | ---- | ---- | ---- | ---- |
| 645  | 596  | 581  | 635  | 900  | 931  | 890  | 890  | 890  |

| 1856 | 1861 | 1866 | 1872 | 1876 | 1881 | 1886 | 1891 | 1896 |
| ---- | ---- | ---- | ---- | ---- | ---- | ---- | ---- | ---- |
| 865  | 849  | 840  | 690  | 760  | 771  | 744  | 706  | 613  |

| 1901 | 1906 | 1911 | 1921 | 1926 | 1931 | 1936 | 1946 | 1954 |
| ---- | ---- | ---- | ---- | ---- | ---- | ---- | ---- | ---- |
| 533  | 530  | 566  | 399  | 383  | 382  | 401  | 365  | 324  |

| 1962 | 1968 | 1975 | 1982 | 1990 | 1999 | 2004 | 2006 | 2009 |
| ---- | ---- | ---- | ---- | ---- | ---- | ---- | ---- | ---- |
| 351  | 288  | 309  | 332  | 320  | 306  | 329  | 334  | 296  |

| 2014 | 2019 | 2022 | - | - | - | - | - | - |
| ---- | ---- | ---- | - | - | - | - | - | - |
| 318  | 295  | 293  | - | - | - | - | - | - |

| selon la population municipale des années : | 1968 | 1975 | 1982 | 1990 | 1999 | 2006 | 2009 | 2013 |
| Rang de la commune dans le département      | 205  | 233  | 246  | 257  | 268  | 287  | 315  | 313  |
| Nombre de communes du département           | 592  | 582  | 586  | 588  | 588  | 588  | 589  | 589  |

### Enseignement
Izaut-de-l'Hôtel fait partie de l'académie de Toulouse.

## Économie

### Revenus
En 2018  (données Insee publiées en septembre 2021), la commune compte 133 ménages fiscaux, regroupant 289 personnes. La médiane du revenu disponible par unité de consommation est de 19 540 € (23 140 € dans le département).

### Emploi
|                | 2008  | 2013  | 2018  |
| -------------- | ----- | ----- | ----- |
| Commune        | 5,4 % | 8,9 % | 9,4 % |
| Département    | 7,7 % | 9,6 % | 9,3 % |
| France entière | 8,3 % | 10 %  | 10 %  |

En 2018, la population âgée de 15 à 64 ans s'élève à 165 personnes, parmi lesquelles on compte 74,4 % d'actifs (65 % ayant un emploi et 9,4 % de chômeurs) et 25,6 % d'inactifs,. En  2018, le taux de chômage communal (au sens du recensement) des 15-64 ans est supérieur à celui du département, mais inférieur à celui de la France, alors qu'il était inférieur à celui du département et de la France en 2008.
La commune fait partie de la couronne de l'aire d'attraction de Saint-Gaudens, du fait qu'au moins 15 % des actifs travaillent dans le pôle,. Elle compte 23 emplois en 2018, contre 34 en 2013 et 31 en 2008. Le nombre d'actifs ayant un emploi résidant dans la commune est de 108, soit un indicateur de concentration d'emploi de 21,1 % et un taux d'activité parmi les 15 ans ou plus de 47,8 %.
Sur ces 108 actifs de 15 ans ou plus ayant un emploi, 20 travaillent dans la commune, soit 18 % des habitants. Pour se rendre au travail, 90,4 % des habitants utilisent un véhicule personnel ou de fonction à quatre roues, 1 % les transports en commun, 3,8 % s'y rendent en deux-roues, à vélo ou à pied et 4,8 % n'ont pas besoin de transport (travail au domicile).

### Activités hors agriculture
23 établissements sont implantés  à Izaut-de-l'Hôtel au 31 décembre 2019. Le tableau ci-dessous en détaille le nombre par secteur d'activité et compare les ratios avec ceux du département,.
Le secteur du commerce de gros et de détail, des transports, de l'hébergement et de la restauration est prépondérant sur la commune puisqu'il représente 30,4 % du nombre total d'établissements de la commune (7 sur les 23 entreprises implantées  à Izaut-de-l'Hôtel), contre 25,9 % au niveau départemental.

### Agriculture
La commune est dans les « Pyrénées centrales », une petite région agricole occupant le sud du département de la Haute-Garonne, massif montagneux où s’étagent les vallées profondes, la forêt et les zones intermédiaires, les estives. En 2020, l'orientation technico-économique de l'agriculture  sur la commune est l'élevage bovin, orientation mixte lait et viande.
|               | 1988 | 2000 | 2010 | 2020 |
| ------------- | ---- | ---- | ---- | ---- |
| Exploitations | 28   | 16   | 13   | 12   |
| SAU (ha)      | 551  | 575  | 424  | 481  |

Le nombre d'exploitations agricoles en activité et ayant leur siège dans la commune est passé de 28 lors du recensement agricole de 1988  à 16 en 2000 puis à 13 en 2010 et enfin à 12 en 2020, soit une baisse de 57 % en 32 ans. Le même mouvement est observé à l'échelle du département qui a perdu pendant cette période 57 % de ses exploitations,. La surface agricole utilisée sur la commune a également diminué, passant de 551 ha en 1988 à 481 ha en 2020. Parallèlement la surface agricole utilisée moyenne par exploitation a augmenté, passant de 20 à 40 ha.

## Culture locale et patrimoine

### Lieux et monuments
- Ruines d'un château féodal avec donjon et corps d'entrée.

Le château d'Izaut-de-l'Hôtel fait l'objet d'une préservation et d'une consolidation par une association loi de 1901. Les archéologues Thibaut Lasnier et Arnaud Coiffé, en collaboration avec l’association des 7 collines, mènent depuis 2012 une campagne de prospection archéologique sur le château du Castet, et son ancien territoire seigneurial. Des volontaires de l'association Chantiers Histoire et Architecture Médiévales ont participé à la restauration du château entre 2015 et 2018.
- Église Notre-Dame-du-Mont-Carmel dédiée à Notre-Dame du Mont Carmel.

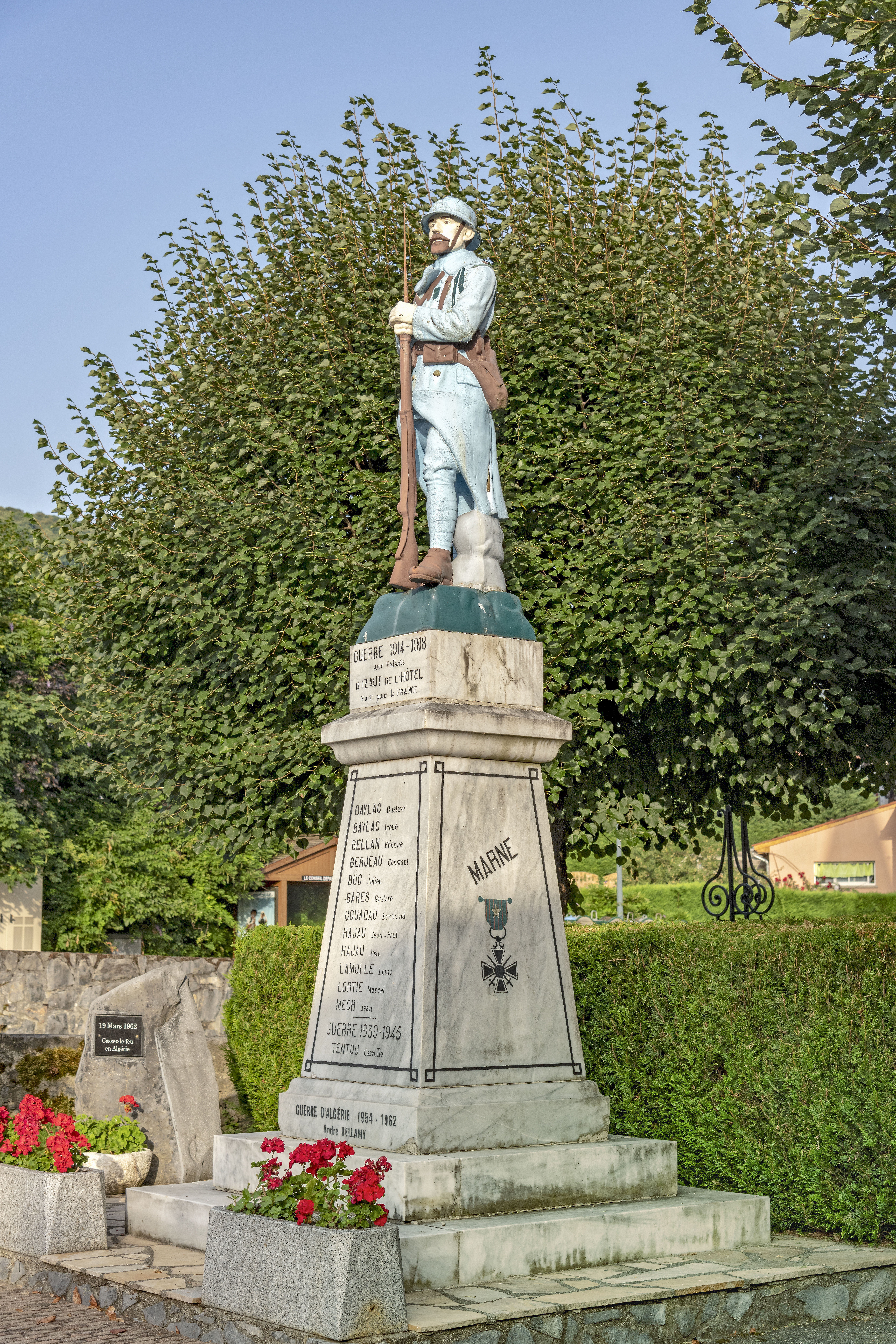
Le monument aux Morts.
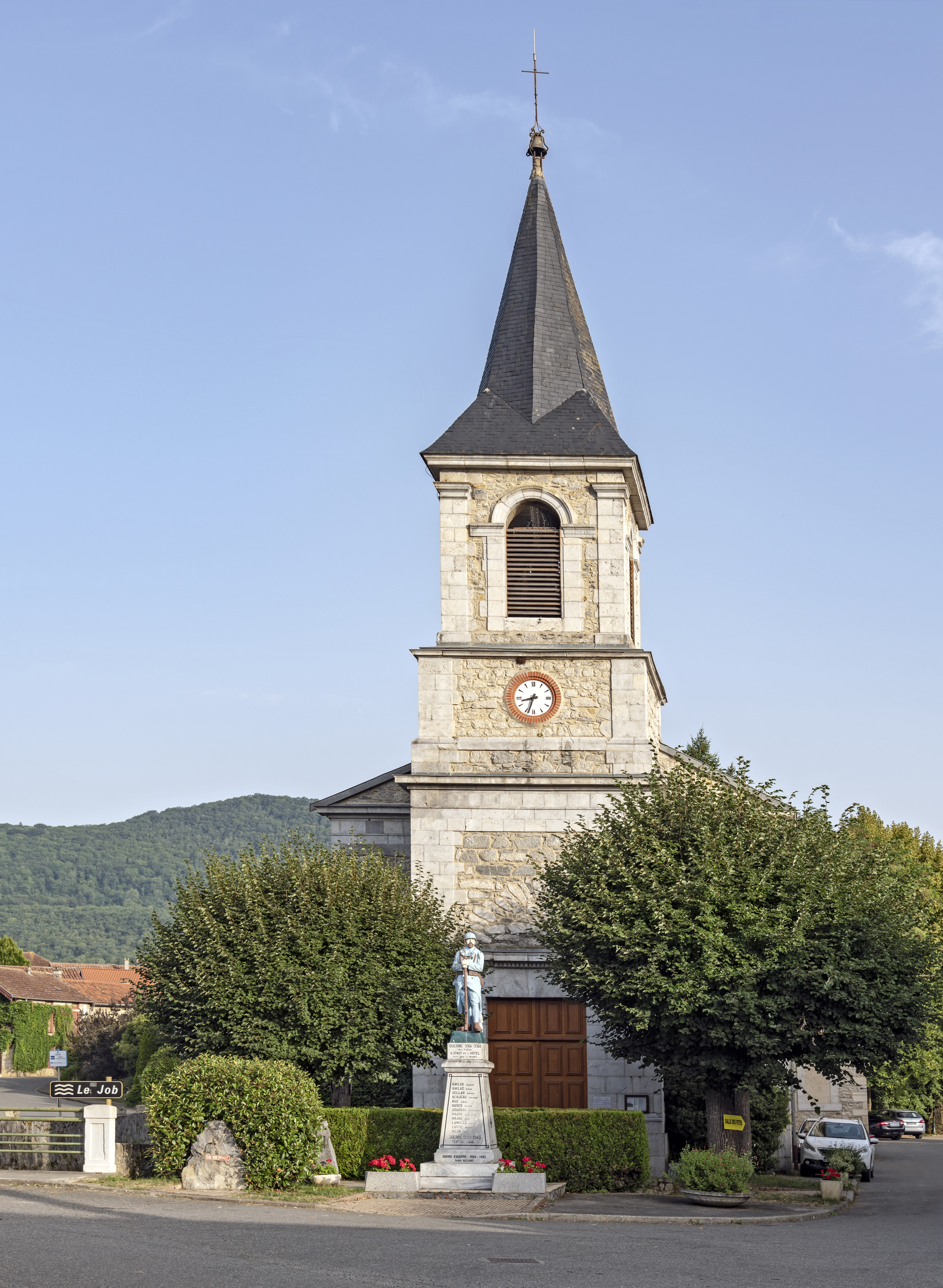
Église Notre-Dame-du-Mont-Carmel.
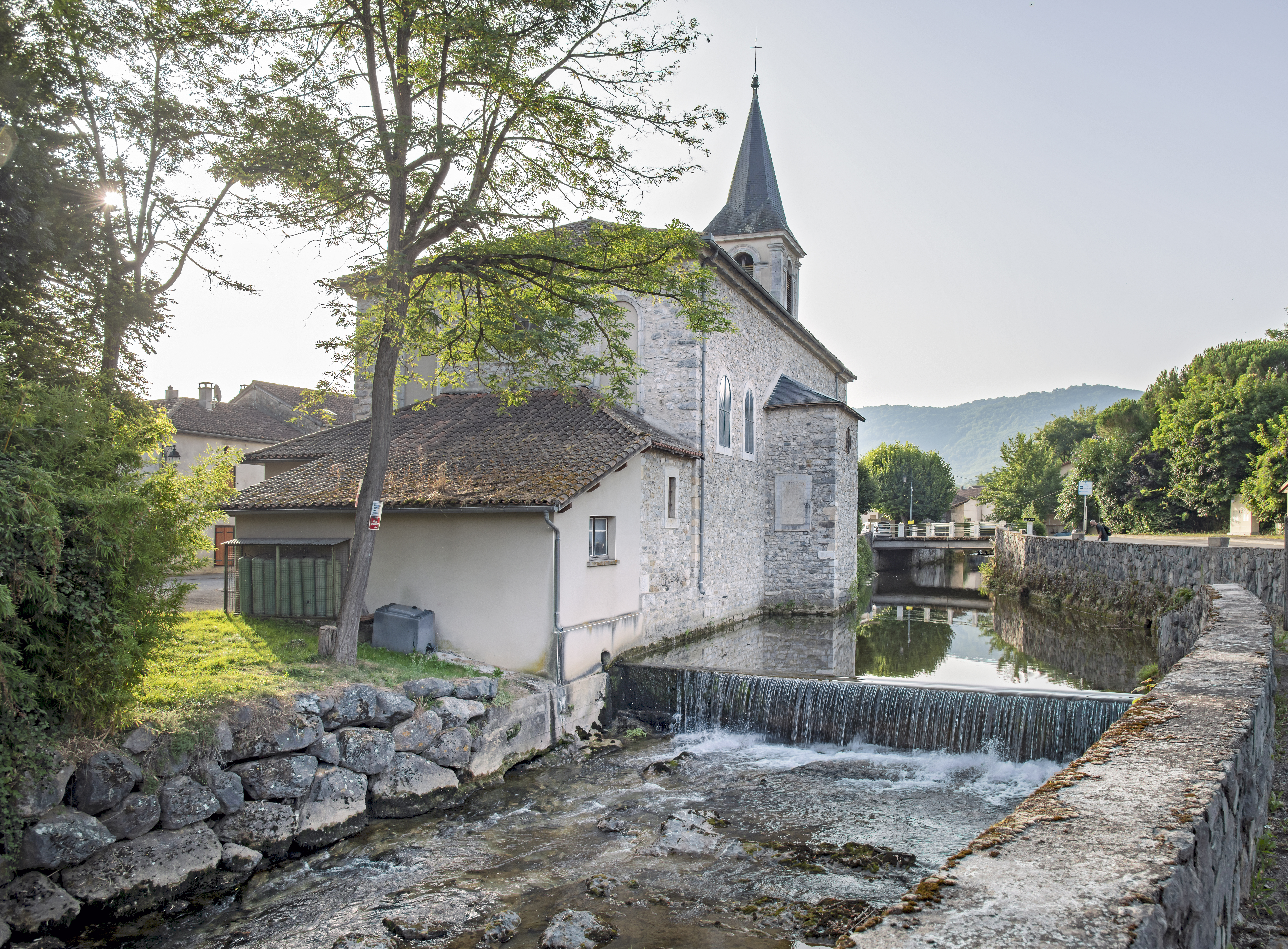
Le Job.
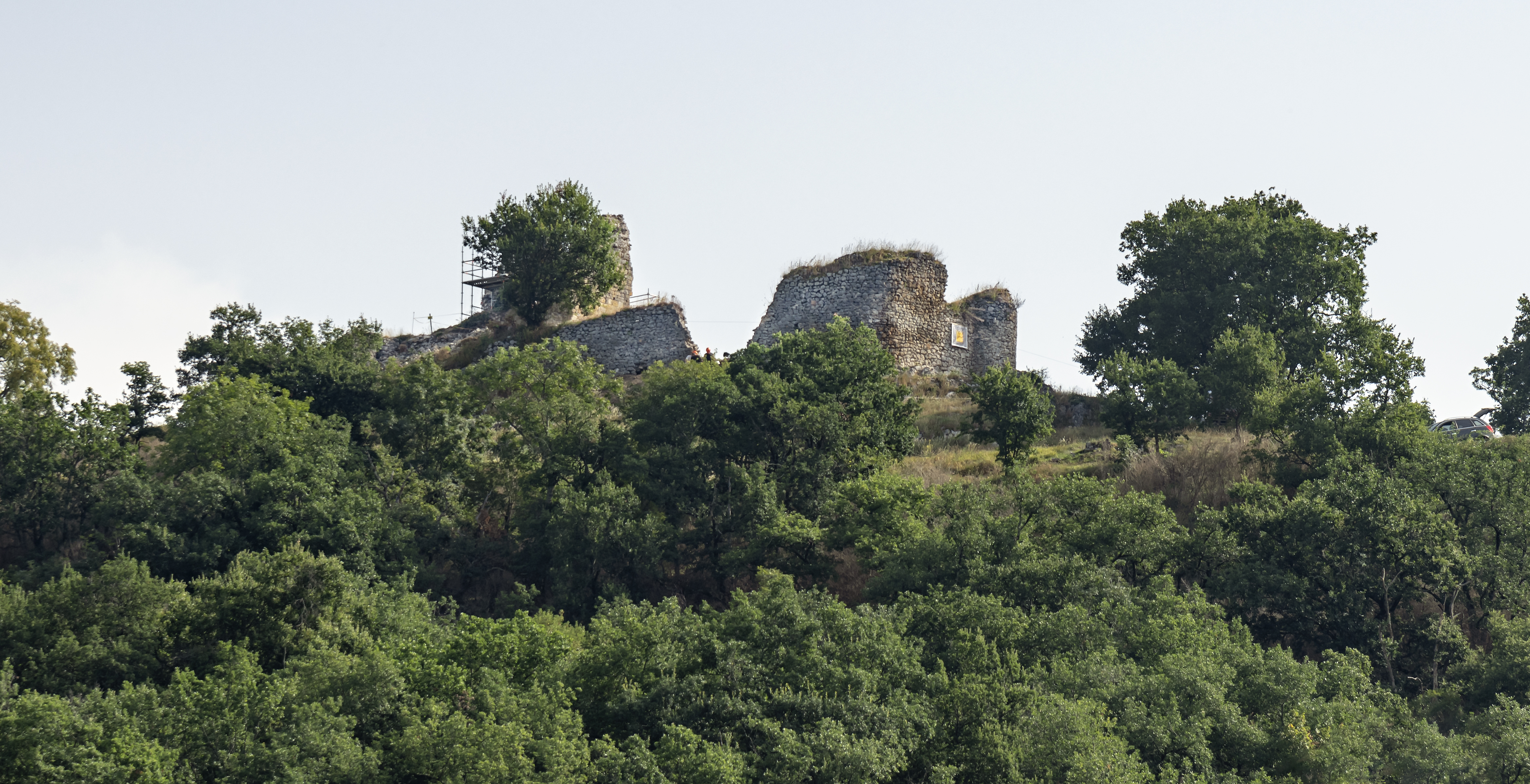
Ruines du château féodal

## Protection environnementale
Le site Natura 2000 Chaînons calcaires du Piémont Commingeois est classé en zone spéciale de conservation depuis 2007 ; avec une superficie de 6 198 hectares, il s'étend sur une partie de la commune d’Izaut-de-l'Hôtel.

## Pour approfondir